# Aeroporto di Tripoli
L'Aeroporto di Tripoli (in arabo: مطار طرابلس العالمي) è un aeroporto situato a 34 km a sud della città di Tripoli in Libia a Bin Gashir (già Castel Benito).
L'aeroporto è hub per le compagnie aeree Afriqiyah Airways (con circa 83 voli settimanali) e Buraq Air (con 42 voli) oltre che per la compagnia di bandiera Libyan Airways che gestisce circa 98 partenze settimanali.

## Storia

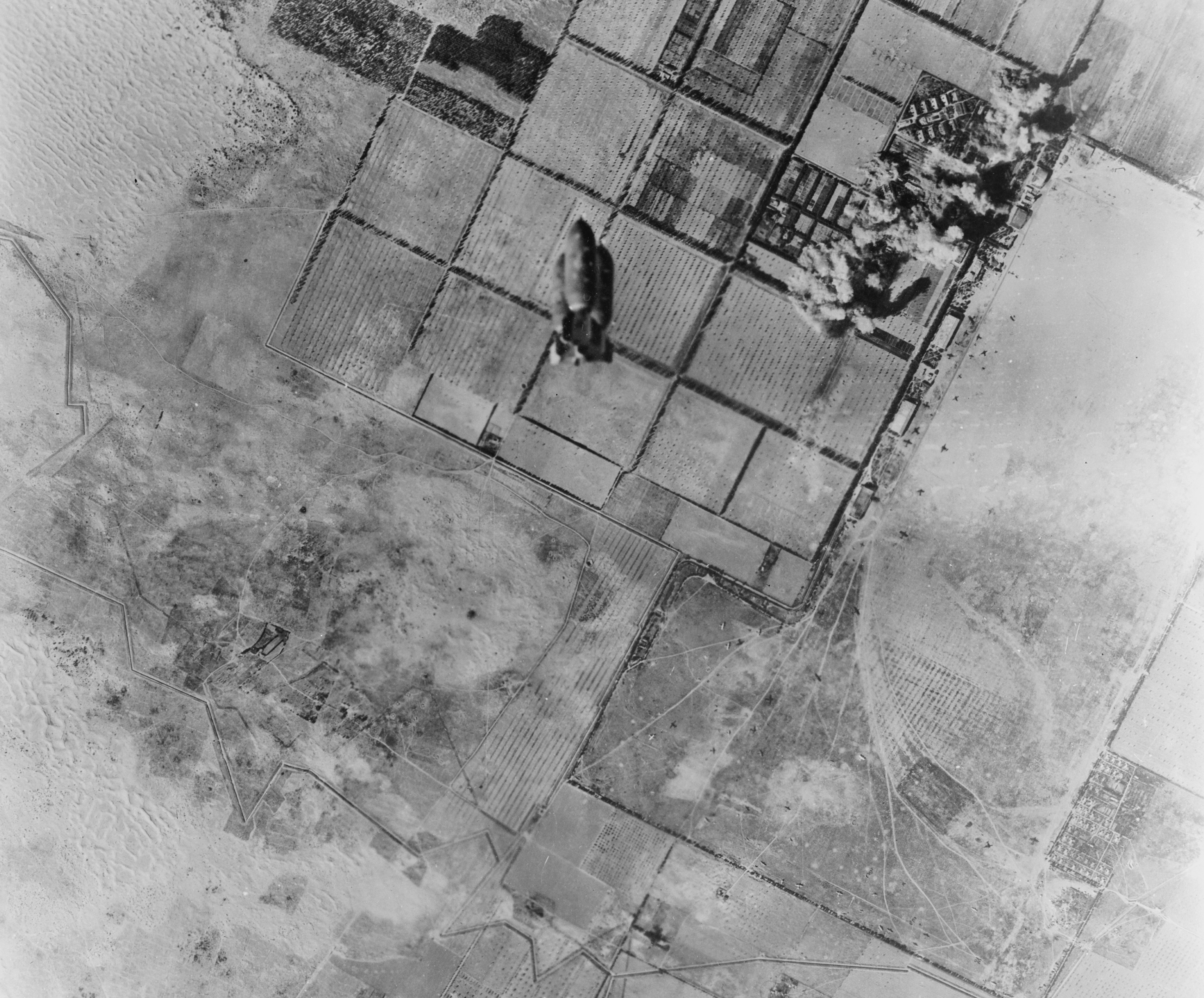
l'Aeroporto di Castel Benito sotto attacco nel 1943

Nel 1938, per iniziativa di Italo Balbo, governatore della Libia italiana e aviatore, fu creato a Castel Benito un campo d'aviazione della Regia Aeronautica, sede della scuola di paracadutismo dei Fanti dell'aria, che poi daranno origine alla Folgore.
Aperto poco tempo dopo anche al traffico civile e noto come Aeroporto di Tripoli-Castel Benito, operò fino all'occupazione alleata del 1943. In quello stesso anno divenne sede di una base aerea della Royal Air Force con il nome di "RAF Castel Benito", finché nel 1952 cambiò nome in "RAF Idris" in onore di re Idris I di Libia.
Nel 1969, in seguito al colpo di stato di Gheddafi, divenne aeroporto civile e prese il nome di "Aeroporto Internazionale di Tripoli".